# Kampioenschap van Vlaanderen 2002
Il Kampioenschap van Vlaanderen 2002, ottantasettesima edizione della corsa, si svolse il 20 settembre 2002 su un percorso di 182 km, con partenza e arrivo a Koolskamp. Fu vinto dal francese Jimmy Casper della FDJ davanti al belga Marc Streel e al belga Andy Cappelle.

## Ordine d'arrivo (Top 10)
| Pos. | Corridore            | Squadra                   | Tempo    |
| ---- | -------------------- | ------------------------- | -------- |
| 1    | Jimmy Casper         | FDJ                       | 4h01'00" |
| 2    | Marc Streel          | Landbouwkrediet-Colnago   | s.t.     |
| 3    | Andy Cappelle        | Marlux-Ville de Charleroi | s.t.     |
| 4    | Baden Cooke          | FDJ                       | s.t.     |
| 5    | Jans Koerts          | Domo-Farm Frites          | s.t.     |
| 6    | Tom Boonen           | US Postal Service         | s.t.     |
| 7    | Bert Scheirlinckx    | RDM-Flanders              | s.t.     |
| 8    | Christophe Detilloux | Lotto-Adecco              | s.t.     |
| 9    | Chris Peers          | Cofidis                   | s.t.     |
| 10   | Gert Vanderaerden    |                           | a 33"    |